# Župnija Sv. Katarina - Topol
Župnija Sv. Katarina - Topol je rimskokatoliška teritorialna župnija dekanije Ljubljana - Šentvid nadškofije Ljubljana.